# Alicia Esteve Head
Alicia Esteve Head (ur. 31 lipca 1973) – Hiszpanka mieszkająca w USA, która zdobyła sławę jako rzekoma ofiara ataków z 11 września na World Trade Center. Używając imienia Tania Head twierdziła, że przeżyła ataki, znajdując się na 78. piętrze południowego wieżowca, w momencie, w którym nastąpiło uderzenie samolotu. Stała się aktywną działaczką na rzecz ofiar zamachu i ich rodzin. Stała się sławna, a media regularnie opisywały jej historię. Zapraszano ją na spotkania upamiętniające ataki, gdzie wygłaszała przemówienia. Zasiadała również w zarządzie jednej z organizacji ofiar zamachów.
Sześć lat po atakach dziennikarz The New York Times, który chciał napisać artykuł o Tanii, odkrył pewne nieścisłości w jej relacjach. Przeprowadził śledztwo, które wykazało, że jej historia jest całkowicie zmyślona a w momencie ataków 11 września nie było jej w USA. Jej pierwsza wizyta w Stanach Zjednoczonych miała miejsce w 2003 roku.
Niektóre z ofiar zamachów, którym udało się przeżyć mieli poczucie, że nie są dostatecznie reprezentowani w uroczystościach upamiętniających tragedię. Opinia publiczna była skoncentrowana na osobach, które zginęły i ich rodzinach. To spowodowało powstanie nieformalnej grupy (World Trade Center Survivors' Network), która miała na celu wspieranie osób pozostałych przy życiu. Tania Head przyłączyła się do grupy szybko stając się jej aktywnym członkiem. Jej wysiłki sprawiły, że organizacja zdobyła szerokie uznanie.
Według opowieści Tanii, znajdowała się dokładnie na piętrze, w które uderzył samolot, co czyniłoby ją jedną z 19 osób znajdujących się w punkcie uderzenia samolotu lub nad nim które przeżyły. Twierdziła jednocześnie, że jej narzeczony (według późniejszych wersji mąż) Dave zginął w sąsiedniej wieży. Została uratowana przez mężczyznę, który później zginął próbując ratować innych. Inny umierający mężczyzna miał dać jej obrączkę ślubną do przekazania żonie. Jej romantyczne opowieści zdobyły dużą popularność i były często powtarzane.
We wrześniu 2007 roku dziennikarz The New York Times, który chciał napisać artykuł o Tanii, postanowił sprawdzić szczegóły jej opowieści. Skontaktował się z rodziną rzekomego narzeczonego Tanii - Dave'a, która jak się okazało, nigdy wcześniej nie słyszała o niej. Tania również twierdziła, że skończyła studia na Harvardzie, jednak pracownicy uczelni nie znaleźli o niej żadnych zapisów w archiwach. Firma Merrill Lynch, dla której rzekomo pracowała w World Trade Center również nie odnalazła żadnych danych o niej. W momencie ataków Tania mieszkała w Barcelonie. Jej znajomi twierdzą, że po atakach nie wspominała o utracie męża, a posiadane rany na ramieniu były efektem wypadku samochodowego w dzieciństwie.
Po odkryciu fałszerstwa zniknęła z życia publicznego.